# إسكندر الحاج
المتوكل على الله السلطان إسكندر الحاج بن السلطان إسماعيل الخالدي،  (بالجاوية: سلطان إسكندر الهاج ابن سلطان إسماعيل الخالدا)؛ (8 أبريل 1932 - 22 يناير 2010) هو السلطان الرابع والعشرون لجوهر والسلطان الرابع لجوهر الحديثة. خلف والده السلطان إسماعيل الخالدي بعد وفاته في 10 مايو 1981. وهو ثامن يانغ دي برتوان أغونغ (الحاكم الأعلى في ماليزيا) من 26 أبريل 1984 إلى 25 أبريل 1989. استمر حكمه لمدة 29 عامًا حتى وفاته في يناير 2010. صاهر أبناؤه البيوت الملكية المختلفة في ماليزيا، فتزوجت ابنته الكبرى تونكو كامريا من تونكو لقسامان سلاغور تونكو سليمان شاه، وتزوج ابنه الأكبر السلطان إبراهيم من راجا صوفيا من عائلة فيرق الملكية، وتزوجت ابنته تونكو عزيزة من ولي عهد فهغ السلطان عبد الله أحمد شاه، وتزوج نجله الأصغر تونكو عبد المجيد من أحد أفراد عائلة قدح الملكية تونكو تيه المازني.
أدت عقلية السلطان إسكندر المستقلة إلى علاقات متوترة مع الحكومة الاتحادية الماليزية، خاصةً خلال شغله منصب يانغ دي برتوان أغونغ،  حظي إسكندر بتقدير كبير من قبل العديد من رعاياه وخاصة الملايويين والأورانغ أسلي. وشاب عهده كسلطان جوهر اتهامات بالعنف والوحشية. واشتهر بمزاجه السيئ الذي أدى في كثير من الأحيان إلى نوبات من الغضب. وتوجت حادثة غوميز عام 1992 التي انتهت في نهاية المطاف بإلغاء «الحصانة القانونية» لأفراد العائلة المالكة.
خلال أيام صغره كأمير،  عُرف إسكندر باسمه الأول «محمود»،  لكن توقف عن استخدام اسمه الأول بعد أن أصبح سلطانًا في عام 1981،  على الرغم من أن بعض الأشخاص لا يزالون يشيرون إليه باسمه الكامل على أساس عرضي.